# تتويج إليزابيث الثانية
تم تتويج إليزابيث الثانية في 2 يونيو 1953 في دير وستمنستر، لندن. تربعت على العرش في سن ال25 عاماً بعد وفاة والدها، جورج السادس، في 6 فبراير 1952، وأُعلِن عن تنصيبها ملكة من طرف مجالسها التنفيذية بعد ذلك بوقت قصير. تم تنظيم حفل التتويج بعد أكثر من عام بسبب تقليد السماح بمرور وقت مناسب بعد وفاة الملك قبل عقد مثل هذه المهرجانات. كما منحت لجان التخطيط الوقت الكافي للإعداد للحفل. أثناء حفل التتويج، أقسمت إليزابيث اليمين، وتم دهنها بالزيت المقدس، وارتدت الثياب والشعر الملكيين، وتُوجت ملكة المملكة المتحدة وكندا وأستراليا ونيوزيلندا وجنوب أفريقيا وباكستان وسيلون (سريلانكا حالياً).
جرت الاحتفالات عبر عوالم الكومنولث وتم إصدار ميدالية تذكارية تخليداً للحدث. كان أول تتويج بريطاني متلفز بالكامل؛ حيث لم يُسمح لكاميرات التلفزيون بدخول الدير أثناء تتويج والدها عام 1937. وكان تتويج إليزابيث رابع وآخر تتويج بريطاني خلال القرن العشرين. قُدرت تكلفته بـ 1.57 مليون جنيه إسترليني (حوالي 43.427.400 جنيه إسترليني في عام 2019).

## التحضيرات
تطلب التحضير للاحتفال الذي دام يومًا واحدًا مدة 14 شهرًا: كان الاجتماع الأول للجنة التتويج في أبريل عام 1952، برئاسة زوج الملكة، فيليب، دوق إدنبره. شُكلت لجنات أخرى أيضًا، مثل لجنة التتويج المشتركة واللجنة التنفيذية للتتويج، وترأس كل منهما الدوق نورفلوك، وفق الاتفاقية باسم إيرل مارشال، الذي كان مسؤولًا بشكل كامل عن الحدث. كان وزير الأشغال ديفيد إيكليس مسؤولًا عن العديد من التحضيرات المادية والزينة على امتداد فترة التحضيرات. وصف إيكليس دوره ودور إيرل مارشال قائلًا: «إيرل مارشال هو المنتج – وأنا مدير المسرح...».
تضمنت اللجنة مفوضين ساميين من دول الكومنولث الأخرى، لتعكس بذلك الطبيعة الدولية للتتويج؛ من ناحية ثانية، رفض مسؤولون من دول الكومنولث دعوات للمشاركة في الحدث لأن حكومات هذه الدول اعتبرت الاحتفال بمثابة طقس ديني فريد من نوعه بالنسبة لبريطانيا. وقال رئيس الوزراء الكندي لويس سانت لورانت في ذلك الوقت: «برأيي فإن التتويج يعتبر التنصيب الرسمي للملك ليصبح بذلك ملكًا للمملكة المتحدة. يسعدنا أن نحضر ونشهد تتويج ملك المملكة المتحدة لكننا لسنا مشتركين بشكل مباشر في هذه العملية». أعلنت لجنة التتويج في يونيو عام 1952 أن التتويج سيتم في 2 يونيو عام 1953.
كلفت الملكة نورمان هارتميل بتصميم الملابس لجميع أفراد العائلة الملكية، بما فيهم ثوب تتويج إليزابيث. تطور تصميمه للثوب على مدى تسع اقتراحات، وكانت النسخة النهائية نتيجة أبحاثه الخاصة ولقاءاته المتعددة مع الملكة: فستان أبيض من الحرير مطرز برموز زهرية لبلدان الكومنولث في ذلك الوقت: وردة تيودور لإنجلترا، الشوك الإسكتلندي، والكراث الويلزي، ونبات النفل لإيرلندا الجنوبية، والسنط لأستراليا، وورقة القيقب لكندا، والسرخس الفضي لنيوزيلندا، وبروطيا لجنوب أفريقيا، وزهرتا لوتس للهند وسيلان، والقمح والقطن والجوت لباكستان.
تدربت الملكة إليزابيث على المناسبة مع وصيفات الشرف. استُخدمت ملاءة بدلًا من البطانة المخملية، ووُضعت تشكيلة من المقاعد للعربة. ارتدت أيضًا تاج الدولة الملكي أثناء قيامها بعملها اليومي – على مكتبها، خلال تناول الشاي، وأثناء قراءة الصحيفة- وذلك حتى تعتاد على وزنه ووجوده. شاركت إليزابيث في بروفتين كاملتين في ويستمينيستر أبي، بتاريخ 22 و29 مايو، رغم أن بعض المصادر تدعي أنها حضرت بروفة واحدة أو «عدة» بروفات. عادة ما كان يقف دوقة نورفلوك أمام الملكة في البروفات.
توفيت الملكة ماري جدة الملكة إليزابيث بتاريخ 24 مارس 1953، ووضحت في وصيتها أن وفاتها لا يجب أن تؤثر على التخطيط للتتويج، وسار الحدث مثلما هو مقرر. قُدرت التكلفة ب1.57 مليون يورو (نحو 39.350.000 يورو في عام 2016)، والتي تضمنت منصات على طول طريق الموكب لاستيعاب 96 ألف شخص، والمراحيض، وزينة الشوارع، والملابس، واستئجار السيارات، وإصلاحات العربة الملكية للدولة وتعديلات شعارات الملكة.

## الحدث
اتبعت مراسم تتويج الملكة إليزابيث الثانية نمطًا مشابهًا لتتويج الملوك والملكات الذين سبقوها، مثل إقامة المراسم في ويستمنستر أبي، وشموله لرجال الدين المسيحيين والنبلاء. من ناحية ثانية، فإنه بالنسبة للملكة الجديدة لوحظ وجود عدة أجزاء مختلفة في الحفل.

### التلفاز
شاهد الملايين على امتداد بريطانيا التتويج بشكل مباشر على خدمة قناة بي بي سي، واشترى الكثيرون أجهزة تلفاز أو استأجروها من أجل مشاهدة الحدث. كان تتويج الملكة أول حدث يُبث كاملًا؛ لم يُسمح لكاميرات بي بي سي بالدخول إلى ويسمنستر أبي عند تتويج والدها في عام 1937، وغطت الموكب فقط من الخارج. نوقش الموضوع بشكل كبير في مجلس الوزراء، مع وقوف رئيس مجلس الوزراء ونستون تشرتشل ضد الفكرة؛ لكن إليزابيث رفضت نصيحته في هذا الشأن وأصرت على إتمام الحدث أمام كاميرات التلفزيون، إلى جانب أولئك الذين يصورون باستخدام تقنية ثلاثية الأبعاد (ثري دي) التجريبية. صور الحدث أيضًا بالألوان، بشكل منفصل عن بث إذاعة بي بي سي التلفزيونية بالأبيض والأسود، حيث كان العدد المتوسط لمشاهدي كل تلفزيون صغير هو 17 شخصًا.
كان تتويج إليزابيث أيضًا أول حدث عالمي كبير يُبث دوليًا على شاشة التلفزيون. حملت القوات الجوية الملكية كانبيراس شرائط أفلام الاحتفال عبر المحيط الأطلسي لتبثها هيئة الإذاعة الكندية، وهي أول رحلة طيران بدون توقف بين المملكة المتحدة والأراضي الكندية، وذلك حرصًا على أن يراه الكنديون في اليوم نفسه. في غوز باي، لابرادور، نُقلت الدفعة الأولى من الفيلم إلى الطائرة النفاثة المقاتلة سي إف-100 عبر القوات الجوية الكندية الملكية لتكمل الرحلة بعدها إلى مونتريال. إجمالًا، تمت ثلاث رحلات طيران أثناء عملية التتويج، حيث نقلت كانبيرا الأولى والثانية الدفعة الثانية والثالثة من الأفلام، على التوالي إلى مونتريال. في اليوم التالي، نُقل فيلم بالطائرة غربًا إلى فانكوفر، والذي لم تكن قد وقعت عليه شبكة سي بي سي التلفزيونية بعد. رافقت الفيلم شرطة الخيالة الكندية الملكية إلى معبر قوس السلام الحدودي، حيث رافقته دورية ولاية واشنطن إلى بيلينغهام، وعُرض بمثابة بث افتتاحي لقناة كيفوس التلفزيونية، وهي محطة جديدة وصل بثها إلى الأراضي السفلية لكولومبيا البريطانية، مما سمح للمشاهدين هناك أن يروا التتويج أيضًأ، وإن كان بتأخير يوم واحد.
قامت شبكات إن بي سي وسي بي سي الأمريكية بترتيبات مماثلة لنقل الأفلام على مراحل إلى الولايات المتحدة لتُبث في اليوم نفسه، لكنها استخدمت طائرات تعمل بمروحة أبطأ. رتبت شبكة إيه بي سي لإعادة نقل بث قناة سي بي سي، مع نقل إشارة البث الحي من محطة تورنتو الخاصة بقناة سي بي سي وتغذية الشبكة من فرع قناة إيه بي سي في بوفالو، نيويورك، ونتيجة ذلك تغلبت على الشبكتين الأخريين بأكثر من 90 دقيقة -وبتكلفة أقل بكثير.
على الرغم من أنه لم يكن لدى أستراليا خدمة تلفزيونية بدوام كامل بعد، فقد أُرسل الفيديو أيضًا إليها على متن طائرة ركاب كانتاس، والتي وصلت بدورها إلى سيدني في وقت قياسي بلغ 53 ساعة و28 دقيقة. قُدر عدد مشاهدي التتويج عبر التلفزيون حول العالم ب277 مليون مشاهد.

## قراءة معمقة
- Clancy, Laura. "'Queen's Day – TV's Day': the British monarchy and the media industries", Contemporary British History, vol. 33, no. 3 (2019), pp. 427–450.
- Feingold, Ruth P. "Every little girl can grow up to be queen: the coronation and The Virgin in the Garden." Literature & History 22.2 (2013): 73–90.
- Örnebring, Henrik. "Revisiting the Coronation: a Critical Perspective on the Coronation of Queen Elizabeth II in 1953." Nordicom Review 25, no. 1-2 online(2004)
- Shils, Edward, and Michael Young. "The meaning of the coronation." The Sociological Review 1.2 (1953): 63–81.
- Weight, Richard. Patriots: National Identity in Britain 1940–2000 (Pan Macmillan, 2013) pp 211–56.

## وصلات خارجية
- Order of Service of the Coronation of Queen Elizabeth II
- Newsreel of the coronation
- Videos of the celebrations
- Canada at the Coronation (1953)
- Coronation model aids architects (1952)
- Elizabeth is Queen (1953)